# Francisco de Campos

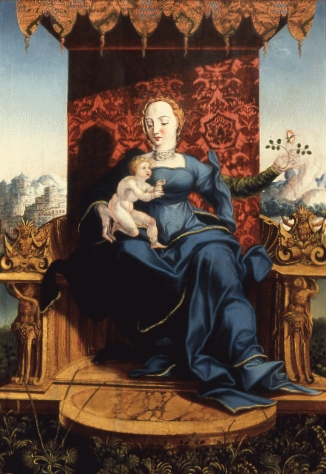
Virgem da Rosa, Museu de Beja

Francisco de Campos (Flandres, ? - Évora, 1580) foi um pintor maneirista flamengo ativo em Portugal no século XVI.
É possível que tenha sido aluno de Martin van Hemeesckerk, e mostrou possuir um estilo de grande segurança, desenvoltura e originalidade, sem precedentes em Portugal. Construía figuras com proporções inusitadas contra um cenário de espacialidade complexa, empregando cores cítricas em combinações surpreendentes. Seu desenho era alheio a todo naturalismo, com um traço nervoso e expressivo. Sua obra inaugura uma fase de renovada internacionalização na pintura portuguesa. 
Suas criações se encontram no Museu de Lagos, no Museu Rainha Dona Leonor, no Museu de Arte Sacra de Santiago do Cacém e em diversas igrejas. Foi autor da única amostra de pintura mural profana quinhentista em Portugal, realizada no Paço de São Miguel, em Évora, em 1578.